# آلفرد واشینگتن آدسون
آلفرد واشینگتن آدسون (انگلیسی: Alfred Washington Adson؛ ۱ ژانویهٔ ۱۸۸۷ – ۱۲ نوامبر ۱۹۵۱) یک پزشک و جراح مغز و اعصاب برجسته اهل ایالات متحده آمریکا بود.
وی دانش‌آموختهٔ رشتهٔ پزشکی در دانشگاه پنسیلوانیا و دانشگاه نبراسکا در لینکلن بود.
او پزشک مایو کلینیک و دانشگاه مینه‌سوتا در راچستر بود و از پایه‌گذاران جراحی مغز و اعصاب در مایو کلینیک در سال ۱۹۱۹ و تا سال ۱۹۴۶ میلادی، رئیس آن بخش بود. وی یکی از پیشگامان جراحی مغز و اعصاب محسوب می‌شود و نامش با یک بیماری، یک نشانهٔ پزشکی، یک مانور تشخیصی و یک ابزار جراحی گره خورده‌است.